# Stephen James Benkovic
Stephen James Benkovic (20 de abril de 1938) é um químico estadunidense. É professor catedrático de química da Universidade Estadual da Pensilvânia. Suas pesquisas focam a catálise enzimática, resultando na descoberta de enzimas inibidoras. Foi eleito membro da Academia Nacional de Ciências dos Estados Unidos em 1985.